# تی‌وی‌آی
تی‌وی‌آی (انگلیسی: Televisão Independente) شرکت رسانه‌ای پرتغالی است، که در سال ۱۹۹۳ تأسیس شد.